# Бродхед (Кентаки)
Бродхед (енгл. Brodhead) град је у америчкој савезној држави Кентаки.

## Демографија
По попису из 2010. године број становника је 1.211, што је 18 (1,5%) становника више него 2000. године.
| Група             | 2000.         | 2010.         |
| Белци             | 1.173 (98,3%) | 1.180 (97,4%) |
| Афроамериканци    | 1 (0,1%)      | 1 (0,1%)      |
| Азијати           | 3 (0,3%)      | 2 (0,2%)      |
| Хиспаноамериканци | 7 (0,6%)      | 12 (1,0%)     |
| Укупно            | 1.193         | 1.211         |